# ماکولا (سری‌لانکا)
ماکولا (به لاتین: Makola) یک منطقهٔ مسکونی در سری‌لانکا است که در ناحیه گامپاها واقع شده‌است.